# Caio Servílio Estruto Aala (tribuno consular em 408 a.C.)
Caio Servílio Estruto Aala (em latim: Caius Servilius Structus Ahala) foi um político da gente Servília nos primeiros anos da República Romana eleito tribuno consular por três vezes, em 408, 407 e 402 a.C..

## Primeiro tribunato (408 a.C.)
Em 408 a.C., foi eleito tribuno consular com Caio Júlio Julo e Públio Cornélio Cosso.
Os équos e os volscos, depois de guarnecerem a cidade de Verrugine e arrasar o território à volta, enviaram um exército para combater os romanos até Anzio (em latim: Antium), a mais ativa cidade na organização da campanha.
Depois de longas discussões, com pareceres contrários de Caio Júlio e Públio Cornélio, finalmente Roma chegou à conclusão de que seria necessário nomear um ditador para combater Anzio.
| “ | [...] o tribuno militar Servílio Aala afirmou que ficara calado por tanto tempo não por que não tinha opinião formada (e, na realidade, que bom cidadão separava seus interesses privados dos públicos?), mas por que preferia que seus colegas cedessem espontaneamente à autoridade do Senado ao invés de tolerarem o poder dos tribunos. | ” |
|   | — Lívio, Ab Urbe Condita IV, 4, 57. |   |

Assim, Caio Servílio nomeou ditador Públio Cornélio Rutilo Cosso que, por sua vez, nomeou o próprio Caio Servílio como mestre da cavalaria (magister equitum). O exército romano derrotou facilmente o exército inimigo.
O exército romano derrotou facilmente o inimigo.

## Segundo tribunato (407 a.C.)
Caio Servílio foi eleito tribuno novamente em 407 a.C., desta vez com Lúcio Fúrio Medulino, que já havia sido cônsul duas vezes, Caio Valério Potito Voluso e Numério Fábio Vibulano, ambos em seu segundo tribunato consular. Todos eram patrícios e já haviam ocupado o cargo máximo da magistratura romana antes.
Terminada a trégua com Veios, Roma enviou uma embaixada para obter retribuição pelos danos sofridos:
| “ | Quando chegaram na fronteira, encontraram a delegação de Veios. Um pedido foi feito de que ninguém fosse até Veios antes que eles fossem apresentados ao Senado Romano. E o Senado, por causa dos duros combates travados com os veios, concede que não será necessária nenhuma compensação, pois isto seria lucrar com a desgraça alheia. | ” |
|   | — Lívio, Ab Urbe condita IV, 4, 58. |   |

Os romanos, porém, por causa da lentidão na tomada de decisões, perderam a guarnição de Verrugine, que foi massacrada pelos volscos e équos. O exército enviado para ajudar chegou atrasada e não pode fazer nada além de vingar a guarnição, massacrando o inimigo, surpreendido enquanto saqueavam a cidade.

## Terceiro tribunato (402 a.C.)
Em 402 a.C., foi eleito tribuno novamente, desta vez com Quinto Servílio Fidenato, Lúcio Vergínio Tricosto Esquilino, Quinto Sulpício Camerino Cornuto, Aulo Mânlio Vulsão Capitolino e Mânio Sérgio Fidenato, estes dois em seus segundos mandatos.
Enquanto continuava o cerco a Veios pelos romanos, chegaram reforços inimigos de capenatos e faliscos, que atacaram a zona comandada por Sérgio Fidenato, colocando-o subitamente em dificuldades, principalmente depois da chegada de unidades veias.
A animosidade entre Sérgio Fidenato e Lúcio Vergínio, que comandava o acampamento mais próximo da zona de combate, provocou a derrota do exército romano, que perdeu completamente o acampamento dos soldados de Sérgio Fidenato:
| “ | A arrogância de Vergínio era comparável à teimosia de Sérgio, que, para não dar a impressão de precisar da ajuda de seu adversário, preferiu deixar vencer o inimigo a ter que agradecer a intervenção de um concidadão. O massacre dos soldados romanos pegos no meio da discussão durou um longo tempo | ” |
|   | — Lívio, Ab Urbe condita V, 8.. |   |

Logo depois do desastre, por conta de uma proposta de Caio Servílio, o Senado decidiu antecipar a nomeação dos novos tribunos consulares para as calendas de outubro ao invés de esperar os idos de dezembro, como era usual.
| “ | [...] e meus dois colegas farão o que o Senado decidiu ou, continuarem teimosamente resistindo, nomearei imediatamente um ditador que os obrigue a renunciar. | ” |
|   | — Lívio, Ab Urbe condita V, 9.. |   |

Ainda neste ano, a guarnição de Anxur (Terracina) foi derrotada pelos volscos.